# Lemland
Lemland este o comună din Finlanda.